# Osomatsu-kun
Autre
Osomatsu-kun (おそ松くん) est un shōnen manga de Fujio Akatsuka, prépublié dans le magazine Weekly Shōnen Sunday entre avril 1962 et janvier 1969 et publié par l'éditeur Shōgakukan en 34 volumes reliés. Il est adapté en deux anime différents sous le même titre, le premier produit par le Studio Zero en 1966 et le second par le studio Pierrot en 1988. Un reboot de la série sous le titre Mr. Osomatsu (Osomatsu-san au Japon), également produit par Pierrot, est diffusé en 2015.

## Synopsis
Les histoires mouvementées d'un groupe de six frères japonais au quotidien, entrecoupées, parfois d'épisodes spéciaux.
D'autres personnages sont également présent comme Iyami (se prétend être français), Chibita un fan de pot au feu, Dayon et Dekapan.
Vivants chez leurs parents, ces six frères ont du mal (ou n'ont tout simplement pas envie) à trouver un travail et, sont tous amoureux d'une même fille, Totoko.

## Personnages

### Les sextuplés
Osomatsu Matsuno (松野 おそ松, Matsuno Osomatsu)
Doublage : Midori Katō (1966), You Inoue (1988)
Le 1er né et chef des sextuplés, il est également le meilleur combattant du groupe
Karamatsu Matsuno (松野 カラ松, Matsuno Karamatsu)
Doublage : Emiko Suzuki (1966), Mari Mashiba (1988)
Le deuxième fils. Il essaie de se rendre cool mais n'y arrive jamais et finit par parler seul.
Choromatsu Matsuno (松野 チョロ松, Matsuno Choromatsu)
Doublage : Kitahama Haruko, Keiko Yamamoto (1966), Rica Matsumoto (1988)
Le troisième fils. Il s'agit du plus intelligent mais il est aussi très égoïste.
Ichimatsu Matsuno (松野 一松, Matsuno Ichimatsu)
Doublage : Kitahama Haruko, Keiko Yamamoto (1966), Mari Yokoo (1988)
Son nom signifie « premier » mais il est le quatrième fils. Il est honnête et aime les chats.
Jyushimatsu Matsuno (松野 十四松, Matsuno Jūshimatsu)
Doublage : Mie Azuma (1966), Naoko Matsui (1988)
Le cinquième fils. Il est vraiment gentil, ce qui est également sa plus grande faiblesse.
Todomatsu Matsuno (松野 トド松, Matsuno Todomatsu)
Doublage : Kitahama Haruko (1966), Megumi Hayashibara (1988)
Le sixième et plus jeune des frères. Il est décrit comme étant le plus mignon mais en réalité est égoïste et se moque des autres.

### Autres personnages
Iyami (イヤミ)
Doublage : Kyōji Kobayashi (1966), Kaneta Kimotsuki (1988)
Chibita (チビ太)
Doublage : Kazue Tagami, Yōko Mizugaki, Kazuko Sawada (1966), Mayumi Tanaka (1988)
Totoko (トト子)
Doublage : Fuyumi Shiraishi (1966), Naoko Matsui (1988)
Matsuzō Matsuno (松野 松造, Matsuno Matsuzō)
Doublage : Jōji Yanami, Taimei Suzuki (1966), Tetsuo Mizutori, Kenichi Ogata (1988)
Matsuyo Matsuno (松野 松代, Matsuno Matsuyo)
Doublage : Mitsuko Asō, Takako Kondō (1966), Mari Yokoo (1988)
Hatabō (ハタ坊, lit. "Flag boy")
Doublage : Takako Sasuga (1966), Mari Mashiba (1988)
Dekapan (デカパン)
Doublage : Takuzō Kamiyama, Setsuo Wakui (1966), Tōru Ōhira (1988)
Dayōn (ダヨーン)
Doublage : Takuzō Kamiyama, Hiroshi Ōtake (1966), Takuzō Kamiyama (1988)
Nyarome, Beshi, and Kemunpasu
Doublage : Shigeru Chiba, Tetsuo Mizutori et Takuzō Kamiyama
Omawari-san, Rerere no Oji-san et Yoru no Inu
Doublage : Shigeru Chiba

## Accueil
En 1965, la série remporte le Prix Shōgakukan catégorie générale.

## Adaptations

### Série d'animation
Le manga est adapté en deux anime différents sous le même titre, le premier produit par le Studio Zero en 1966 et le second par le studio Pierrot en 1988. Un reboot de la série sous le titre Mr. Osomatsu, également produit par Pierrot, est diffusé en 2015.

### Jeu vidéo
Un jeu vidéo, Osomatsu-kun: Hachamecha Gekijō, est sorti en 1988 sur Mega Drive. Le jeu a été développé et édité par Sega.